# 圣拉曼
圣拉曼（法語：Saint-Lamain，法語發音：[sɛ̃ lamɛ̃]）是法国汝拉省的一个市镇，属于隆斯勒索涅区。

## 地理
圣拉曼（46°47'44"N, 5°36'9"E）面积4.16 平方千米，位于法国勃艮第-弗朗什-孔泰大區汝拉省，该省份为法国东部内陆省份，北起上索恩省，西北接科多尔省，西临索恩-卢瓦尔省，南至安省，东与杜省和瑞士接壤。
与圣拉曼接壤的市镇（或旧市镇、城区）包括：图卢兹堡、达尔博奈、弗龙特奈、芒特里、帕斯南、圣洛坦、栋布朗。

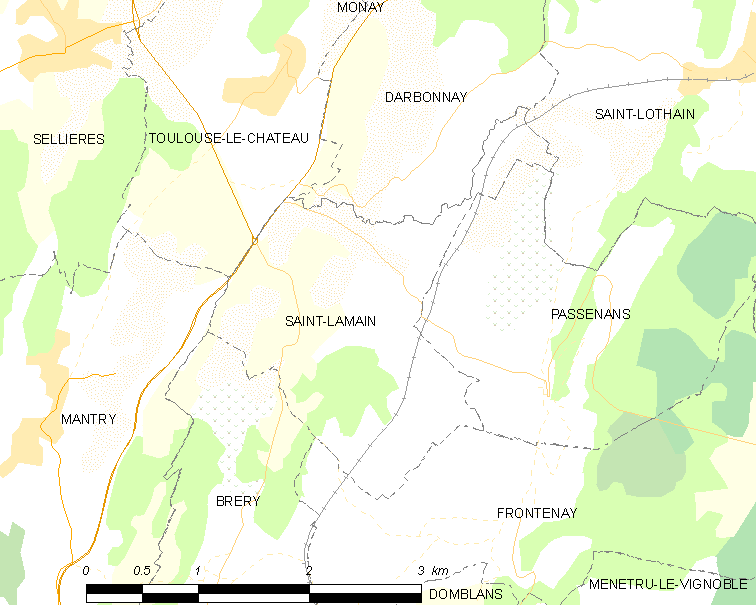
圣拉曼的OSM定位图

圣拉曼的时区为UTC+01:00、UTC+02:00（夏令时）。

## 行政
圣拉曼的邮政编码为39230，INSEE市镇编码为39486。

## 政治
圣拉曼所属的省级选区为布莱特朗县。

## 人口

1962-2008年间圣拉曼人口变化图示

圣拉曼于2022年1月1日时的人口数量为120人。